# Ясима, Момо
Мо́мо Я́сима (англ. Momo Yashima), имя при рождении — Мо́моко Ивама́цу (англ. Momoko Iwamatsu; род. 4 ноября 1948, Нью-Йорк, Нью-Йорк) — американская актриса

, сыгравшая за свою карьеру более 30 ролей, кинорежиссёр

, сценарист и кинопродюсер.

## Ранние годы
Момоко Ивамацу родилась 4 ноября 1948 года в Нью-Йорке, штат Нью-Йорк, США, в семье художников и авторов детских книг Таро (1908—1988) и Мицу Ясима (1908—1994). У неё был старший брат — Мако Ивамацу (1933—2006), актёр.
Когда ей было пять лет, она переехала со своей семьёй в Лос-Анджелес. Момо окончила Университет штата Калифорния, изучала танцы в Университете Южной Калифорнии, а также брала уроки актёрского мастерства в Театральной школе «Neighborhood Playhouse» в Нью-Йорке.

## Карьера
Ясима исполнила около тридцати ролей в театральных постановках азиатско-американской театральной организации «East West Players».
Начиная с 1970 года, Ясима появилась в ряде фильмов и телесериалов. В 1971 году она сыграла Сьюзи в ситкоме «Деревенщины из Беверли-Хиллз», а с 1973 по 1979 год — трёх персонажей в трёх эпизодах драматического сериала «МЭШ».
В 1976 году она исполнила роль Элис в телефильме «Прощание с Манзанаром». В 1979 году она сыграла члена экипажа военного корабля США «Энтерпрайз» в научно-фантастическом фильме «Звёздный путь».
В 2012 году Ясима выпустила документальный фильм «Разделённое сообщество», в котором выступила режиссёром, сценаристом и исполнительным продюсером. Фильм получила награду в категории «Лучшая концепция» на кинофестивале «Sunset 2012».

## Фильмография

### Актёрские работы
| Год       |     | Русское название                        | Оригинальное название                          | Роль                                           |
| --------- | --- | --------------------------------------- | ---------------------------------------------- | ---------------------------------------------- |
| 1970      | с   | Дни в Долине Смерти                     | Death Valley Days                              | Окей Ито                                       |
| 1971      | с   | Деревенщины из Беверли-Хиллз            | The Beverly Hillbillies                        | Сьюзи                                          |
| 1973      | с   | Странная парочка                        | The Odd Couple                                 | мисс Ханоги                                    |
| 1973—1979 | с   | МЭШ                                     | M*A*S*H                                        | мать Кима / мать-кореянка / Суни               |
| 1974      | с   | Железная сторона                        | Ironside                                       | Виола                                          |
| 1976      | тф  | Прощание с Манзанаром                   | Farewell to Manzanar                           | Элис                                           |
| 1976      | с   | Баретта                                 | Baretta                                        | Элис Мисима                                    |
| 1979      | ф   | Дженнифер: История женщины              | Jennifer: A Woman's Story                      | служанка Сара                                  |
| 1979      | с   | Медэксперт Куинси                       | Quincy, M.E.                                   | переводица с японского языка                   |
| 1979      | ф   | Звёздный путь                           | Star Trek: The Motion Picture                  | член экипажа военного корабля США «Энтерпрайз» |
| 1980      | с   | Лодка любви                             | The Love Boat                                  | Кендалл Парк                                   |
| 1981      | ф   | Чарли Чан и проклятие Королевы драконов | Charlie Chan and the Curse of the Dragon Queen | доктор Ю Синг                                  |
| 1981—1982 | с   | За экраном                              | Behind the Screen                              | Джинн                                          |
| 1983      | тф  | Матери против пьяных водителей          | M.A.D.D.: Mothers Against Drunk Drivers        | репортёр №3                                    |
| 1983      | с   | Путешественники во времени              | Voyagers!                                      | Филлис                                         |
| 1983      | с   | V                                       | V                                              | руководитель школьного оркестра                |
| 1983      | ф   | Север                                   | El Norte                                       | учитель английского языка                      |
| 1984      | с   | Фэлкон Крест                            | Falcon Crest                                   | ЛиЭнн                                          |
| 1984      | тф  | Возвращение доктора Маркуса Уэлби       | The Return of Marcus Welby, M.D.               | Анджела                                        |
| 1985      | с   | Уличный ястреб                          | Street Hawk                                    | репортёр                                       |
| 1987      | ф   | Свидание вслепую                        | Blind Date                                     | миссис Якамото                                 |
| 1990      | с   | Закон Лос-Анджелеса                     | L.A. Law                                       | бригадир                                       |
| 1992      | ф   | Высшие мотивы                           | Ulterior Motives                               | секретарь Сакагами                             |
| 1994      | с   | Вавилон-5                               | Babylon 5                                      | доктор Гойокин                                 |
| 1994      | с   | Моя так называемая жизнь                | My So-Called Life                              | водитель автобуса                              |
| 1997      | ф   | Секретный бункер                        | Ravager                                        | медсестра                                      |
| 1997      | с   | Моиша                                   | Moesha                                         | миссис Фуигма                                  |
| 1999      | с   | Добро против зла                        | G vs E                                         | миссис Ли                                      |
| 2003      | с   | Клиент всегда мёртв                     | Six Feet Under                                 | Дороти Ким Су                                  |
| 2008      | с   | Скорая помощь                           | ER                                             | Нацуки Барсенилья                              |
| 2009      | с   | Обмани меня                             | Lie to Me                                      | член совета по условно-досрочному освобождению |
| 2014      | с   | Касл                                    | Castle                                         | Мама-Сан                                       |
| 2015      | ф   | Хватай и беги                           | Freaks of Nature                               | чрезмерно расистский вампир №1                 |
| 2016      | кор | Одни петухи и ни одного быка!           | All Cock and No Bull!                          |                                                |

### Кинопроизводство
| Год  | Название               | Оригинальное название | Режиссёр | Сценарист | Продюсер |
| ---- | ---------------------- | --------------------- | -------- | --------- | -------- |
| 2012 | Разделённое сообщество | A Divided Community   | Да       | Да        | Да       |